# Бодзентин
Бодзе́нтин (пол. Bodzentyn) — місто в південно-центральній Польщі.
Належить до Келецького повіту Свентокшиського воєводства.

## Демографія
Демографічна структура станом на 31 березня 2011 року:
|          | Загалом | Допрацездатний вік | Працездатний вік | Постпрацездатний вік |
| -------- | ------- | ------------------ | ---------------- | -------------------- |
| Чоловіки | 1137    | 209                | 808              | 120                  |
| Жінки    | 1179    | 179                | 713              | 287                  |
| Разом    | 2316    | 388                | 1521             | 407                  |